# Matthijs Verschoor
Matthijs Verschoor is een Nederlandse klassieke pianist.
Hij studeerde aan het Conservatorium van Amsterdam en vervolgde zijn studies in Rome en Londen. Tot zijn leermeesters behoren Bart Berman, Willem Brons en John Bingham.
Verschoor gaf recitals in meerdere Europese landen. Als solist trad hij op met verschillende orkesten, met onder meer werken van Mozart, Franck, Ravel (de beide pianoconcerten) en Gershwin. Tevens heeft hij vele radio-opnamen gemaakt. 
Al vroeg in zijn loopbaan werd er een LP van hem uitgebracht met werken van Bach, Händel en Scarlatti. Opnamen met werken van Chopin, Beethoven, Rachmaninoff, Korngold en Skrjabin volgden. Zijn repertoire omvat werken van Bach tot Messiaen, maar ook van minder bekende componisten als Erich Wolfgang Korngold.
Sinds augustus 2005 vormt hij een vast duo met de Nederlandse celliste Mayke Rademakers. Inmiddels hebben zij al vele concerten gegeven in Engeland, Spanje, Oostenrijk (Wenen), Noorwegen, Italië, Duitsland en Nederland. In de nabije toekomst staan optredens gepland in Oostenrijk, Portugal, IJsland en Italië. Samen met haar heeft hij verschillende CD's opgenomen met werken van o.a. Rachmaninoff, Shostakovich, Bridge, de Falla en Piazzolla.
Matthijs Verschoor is als docent piano verbonden aan het Conservatorium van Amsterdam. Ook geeft hij diverse masterclasses in binnen- en buitenland, onder meer aan The Trinity College of Music in Londen.
In 2014 werd hij onderscheiden met de Zilveren medaille van de Franse Société Académique Arts-Sciences-Lettres.
- Library of Congress Control Number: n88617843
- MusicBrainz: c388491e-f053-47ad-8fd7-e6c1369ca125
- Nederlandse Thesaurus van Auteursnamen: 109557131
- Virtual International Authority File: 26176803
- WorldCat: E39PBJgXcYC96VqY8CpWdcrH4q